# Federazione Italiana Hockey
De Federazione Italiana Hockey is de nationale hockeybond van Italië. De bond werd op 29 september 1973 opgericht en is gezeteld in de hoofdstad Rome. 
De bond is aangesloten bij de EHF en de FIH. De bond is verantwoordelijk voor alle veld- en zaalhockey activiteiten in Italië en rondom de nationale ploegen. Vanaf 1936 werd het hockey gecoördineerd binnen de Italiaanse bond voor rolschaats- en ijshockey in een aparte commissie die voor het veldhockey verantwoordelijk was. In 1973 erkende het Italiaans Olympisch Comite de sport als afzonderlijk, zodat de commissie zelfstandig verder kon. De huidige bondspresident is Luca di Mauro.

## Nationale ploegen
- Italiaanse hockeyploeg (mannen)
- Italiaanse hockeyploeg (vrouwen)